# Surf à La Réunion

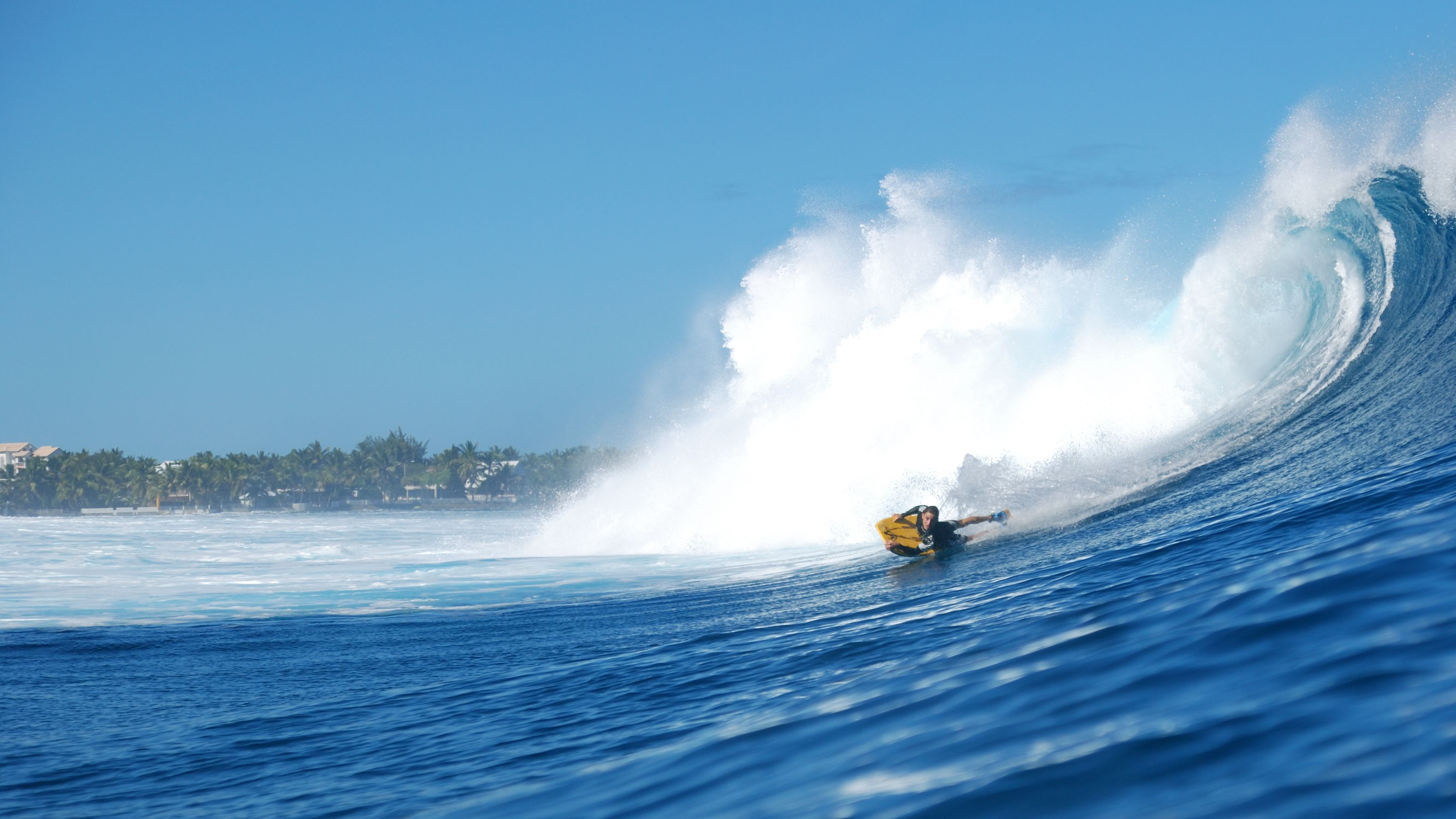
Bodyboardeur à La Réunion.

La pratique du surf à La Réunion se concentre sur la Côte-sous-le-vent entre Boucan Canot à l'ouest et Saint-Pierre au sud-ouest. Elle profite de l'existence de nombreux spots de qualité, notamment la célèbre gauche de Saint-Leu, où des étapes du championnat du monde ont déjà eu lieu. Elle est encadrée par la ligue de surf de La Réunion, dont le siège se trouve à Saint-Gilles les Bains.

## Les origines
L'histoire du surf réunionnais commence, si l'on en croit André Jean Benoît, auteur d'un ouvrage sur l'histoire du sport dans les îles des Mascareignes, à la faveur d'un article de presse paru le 1er septembre 1924 dans le journal Le Peuple sous le titre « Le sport aquatique aux îles Hawaï ». Il s'agit d'une coupure reprise à la presse écrite extérieure et par laquelle le quotidien apprend à ses lecteurs que le surf est un jeu traditionnel hawaïen que le chroniqueur décrit en détail avant de conclure en s'interrogeant : « Les baigneurs et les baigneuses de Saint-Gilles et de l'Étang-Salé vont-ils se livrer à ce sport ? » D'après André Jean Benoît, « on ne sait si quelques-uns d'entre eux tentèrent l'expérience, mais leurs petits-enfants se rattraperont cinquante ans plus tard ». De fait, selon lui, les jeunes Réunionnais actuels excellent dans cette discipline « qui attire de plus en plus de champions de tous pays sur les vagues bourbonnaises ».

## La pratique actuelle
La « crise requin » a sensiblement modifié la pratique du surf à La Réunion, notamment à compter du début des années 2010. L'arrêté préfectoral n°1390 du 26 juillet 2013 a interdit la pratique du surf sur l'ensemble dans la bande des 300 mètres du littoral sur l'ensemble du territoire réunionnais.
À partir de 2015, afin de permettre la pratique du surf, la ligue réunionnaise de surf à mis en place un dispositif de sécurisation appelé « Vigies Requins Renforcées ». Sur des horaires définis, lorsque les conditions le permettent, un ou plusieurs sports de surf sont sécurisés par une équipe composée de plongeurs, de surveillants sur un ou plusieurs bateaux, assistés par du personnel à terre. 

## Spots

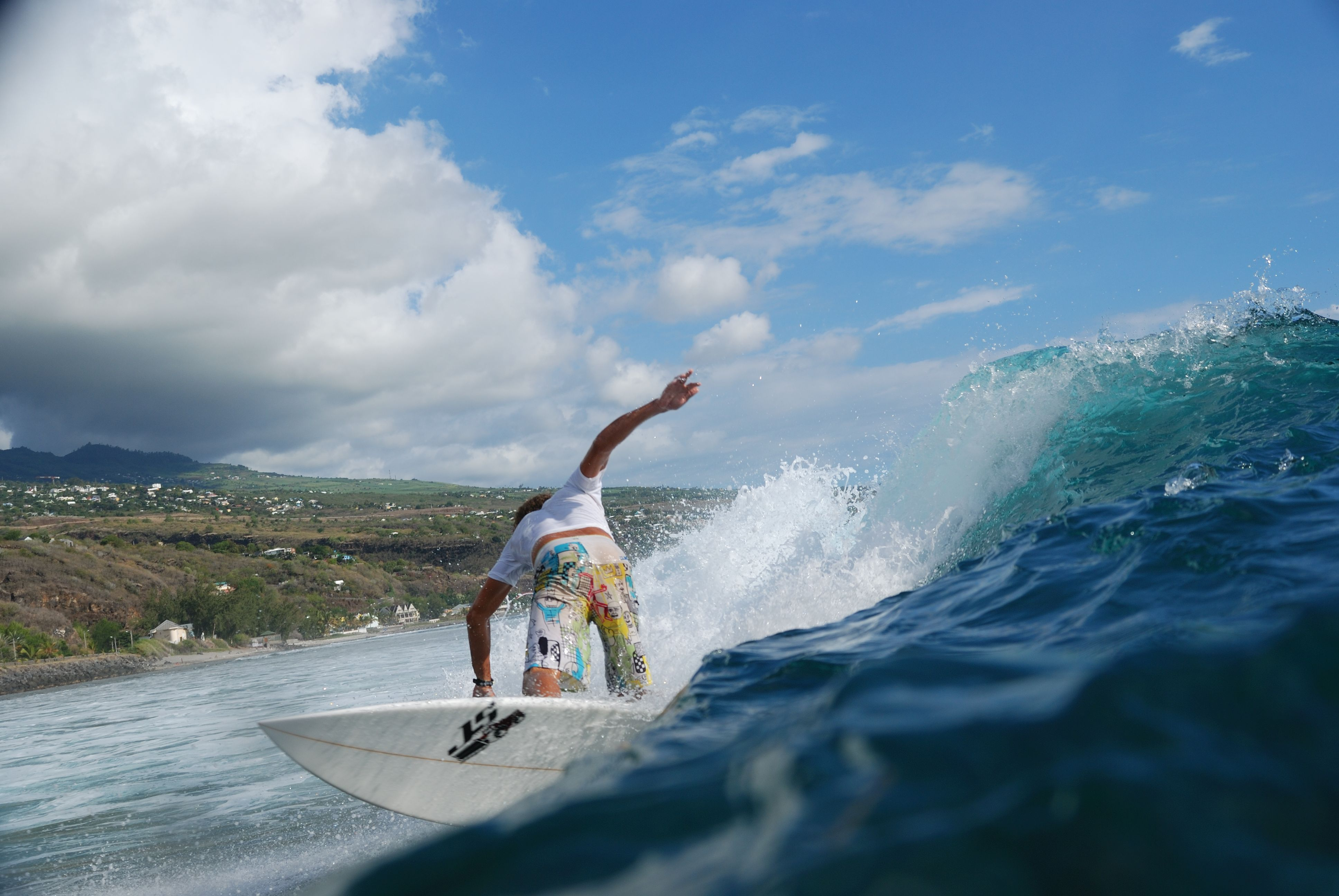
Un surfeur sur le spot de Saint-Leu

- Saint-Gilles les Bains : Boucan Canot, Cap Homard, Les Aigrettes, Plage des Roches Noires, l'Hermitage, perroquet, "Zoreilleland".
- Trois-Bassins : la gauche des "PD", la barrière, Trois Bassins, Kitouni.
- Saint-Leu : la tortue, la cafrine, la gauche de saint Leu, le cimetière.
- Etang-Salé : la pointe, le tournant, le brisant, les galets.
- Saint-Pierre : la jetée, la pointe du diable, Ti'paris, Ravine Blanche.
- Saint-Benoît : Butor, la Gare.

## Les dangers du surf à la Réunion
- les épines d'oursins
- le corail de feu
- les traumatismes avec les planches
- les requins (requin-bouledogues et requin-tigres principalement)[4].

## Les personnalités
- Ophélie Ah-Kouen, vice-championne d'Europe de longboard 2010.
- Cannelle Bulard, championne du monde de surf ISA en 2011.
- Romain Cloître, champion d'Europe de surf ASP en 2011.
- Johanne Defay, championne d'Europe Junior de Surf 2009, 2011 et 2013, championne d'Europe 2013, et médaille de bronze aux Jeux olympiques de Paris 2024.
- Jérémy Florès, champion du monde de surf ISA (open) en 2009.
- Anne-Gaëlle Hoarau.
- Maxime Huscenot, champion d'Europe de surf ASP (junior) en 2008 et champion du monde de surf ASP (junior) en 2010.
- Amaury Lavernhe, champion du monde de bodyboard IBA en 2010 et 2013
- Alice Lemoigne, championne d'Europe WSL 2012, 2015, 2016, 2017, 2018, 2019 et 2020.
- Justine Mauvin, championne de France de longboard en 2014 et 2016.
- Coline Ménard, championne d'Europe de longboard ASP en 2008 et vice-championne du monde de longboard ASP en 2009.
- Hugo Savalli.
- Mathieu Schiller, champion d'Europe de bodyboard (par équipe) en 1995.

## Filmographie
- Trip session #5 : La Réunion de Julien Roulland, 2005 (55 min)
- Surf qui peut' l'histoire du surf à la Réunion. Diffusé sur France Ô le 26 03 2017 (53 min)

## Annexe